# Templo de Buenos Aires (Argentina)
El Templo de Buenos Aires, Argentina, es uno de los templos construidos y operados por la Iglesia de Jesucristo de los Santos de los Últimos Días, el número 39 construido por la iglesia, el cuarto en Suramérica y el primero en Argentina. Se encuentra ubicado a 5,5Km de su acceso más cercano a la Ciudad Autónoma de Buenos Aires (capital argentina). Su dirección es Autopista Tte. Gral. Pablo Ricchieri 4955, interjección con Av. Italia, Ciudad Evita (una localidad del área metropolitana de Buenos Aires)

## Construcción
En la conferencia general de la iglesia SUD de 1980, los líderes de la iglesia anunciaron públicamente los planes de construir un templo en Argentina. Seguido el anuncio público, la iglesia en ese país buscó un terreno adecuado, hasta que tres años después, el 20 de abril de 1983, el apóstol Bruce R. McConkie presidió en la ceremonia de la primera palada y la dedicación eclesiástica del terreno. Debido a que los países que limitan con la Argentina tienen su propio templo, al templo de Buenos Aires solo asisten miembros que residen en el país.
El templo de Buenos Aires fue construido en mármol gris y beige, con un techo de pizarra gris, con un diseño revolucionario para los templos hasta entonces construidos adaptando el diseño clásico con seis pináculos en vez del pináculo único, así como la adición de motivos modernos alrededor de la estructura, una estructura muy similar al usado en templos subsecuentes, incluyendo el templo de Lima (Perú) y el templo de la Ciudad de Guatemala.

## Dedicación
El "Templo de Buenos Aires", como se le llama oficialmente en la Iglesia de Jesucristo, fue dedicado para sus actividades eclesiásticas en once sesiones, el 17 de enero de 1986, por Thomas S. Monson. Unos 9.630 miembros de la iglesia e invitados asistieron a la ceremonia de dedicación, que incluye una oración dedicatoria. Anteriormente a ello, desde el 17 al 24 de diciembre de 1985, la iglesia permitió un recorrido público de las instalaciones y del interior del templo al que asistieron más de 29.000 visitantes. Ese mismo año se dedicó el Templo de Lima (Perú).
El Templo de Buenos Aires fue rededicado luego de una remodelación y ampliación el 9 de septiembre de 2012, por el Elder Henry B. Eyring, Primer Consejero de la Primera Presidencia. Esta rededicación tuvo lugar en tres sesiones y el Elder Eyring estuvo acompañado por el Elder M. Russell Ballard y el Elder D. Todd Christofferson, del Quórum de los Doce y también el Elder William R. Walker, de los Setenta.

## Características
Los templos de La Iglesia de Jesucristo de los Santos de los Últimos Días son construidos con el fin de proveer ordenanzas y ceremonias consideradas sagradas para sus miembros y necesarias para la salvación individual y la exaltación familiar. No son edificios de adoración sacramental semanal y se reserva su uso para los miembros bautizados que son dignos, basado en una recomendación emitida por las autoridades locales de la iglesia.
El templo de Buenos Aires tiene un total de 1.112 metros cuadrados de construcción, cuenta con cuatro salones para dichas ordenanzas SUD y tres salones de sellamientos matrimoniales.